# Governo Brandt I
Il primo governo Brandt è stato il nono governo della Germania Ovest, formatori a seguito delle elezioni del '69, in carica dal 22 ottobre 1969 al 15 dicembre 1972 durante la sesta legislatura del Bundestag.
Per la prima volta dalla fine della guerra, i socialdemocratici della SPD riuscirono a formare un governo. Brandt, capeggiò una coalizione "giallo-rossa" con i liberali della FDP.

## Situazione Parlamentare
| Camera    | Collocazione | Partiti             | Seggi     |
| --------- | ------------ | ------------------- | --------- |
| Bundestag | Maggioranza  | SPD (237), FDP (31) | 268 / 518 |
| Bundestag | Opposizione  | CDU (201), CSU (49) | 250 / 518 |

## Composizione
| Ministro                                                                      | Nome | Nome                                        | Partito      |
| ----------------------------------------------------------------------------- | ---- | ------------------------------------------- | ------------ |
| Cancelliere federale                                                          |      | Willy Brandt                                | SPD          |
| Affari Esteri, Vice-cancelliere                                               |      | Walter Scheel                               | FDP          |
| Interni                                                                       |      | Hans-Dietrich Genscher                      | FDP          |
| Giustizia                                                                     |      | Gerhard Jahn                                | SPD          |
| Finanze Dal 13/05/1971 al 15/12/1972: Fusione con il ministero dell'Economia  |      | Alexander Möller fino al 13/05/1971         | SPD          |
| Finanze Dal 13/05/1971 al 15/12/1972: Fusione con il ministero dell'Economia  |      | Karl Schiller fino al 07/07/1972            | SPD          |
| Finanze Dal 13/05/1971 al 15/12/1972: Fusione con il ministero dell'Economia  |      | Helmut Schmidt                              | SPD          |
| Economia Dal 13/05/1971 al 15/12/1972: Fusione con il ministero delle Finanze |      | Karl Schiller fino al 07/07/1972            | SPD          |
| Economia Dal 13/05/1971 al 15/12/1972: Fusione con il ministero delle Finanze |      | Helmut Schmidt                              | SPD          |
| Alimentazione, agricoltura e foreste                                          |      | Josef Ertl                                  | FDP          |
| Lavoro e solidarietà sociale                                                  |      | Walter Arendt                               | SPD          |
| Difesa                                                                        |      | Helmut Schmidt fino al 07/07/1972           | SPD          |
| Difesa                                                                        |      | Georg Leber                                 | SPD          |
| Famiglia, gioventù e Sanità                                                   |      | Käte Strobel                                | SPD          |
| Trasporti; Poste e telecomunicazioni                                          |      | Georg Leber fino al 07/07/1972              | SPD          |
| Trasporti; Poste e telecomunicazioni                                          |      | Lauritz Lauritzen                           | SPD          |
| Alloggi e urbanizzazione                                                      |      | Lauritz Lauritzen                           | SPD          |
| Relazioni con la Germania Est                                                 |      | Egon Franke                                 | SPD          |
| Formazione e scienza                                                          |      | Hans Leussink fino al 15/03/1971            | Indipendente |
| Formazione e scienza                                                          |      | Klaus von Dohnanyi                          | SPD          |
| Cooperazione economica                                                        |      | Erhard Eppler                               | SPD          |
| Senza portafoglio                                                             |      | Horst Ehmke Capo della cancelleria federale | SPD          |

## Percorso parlamentare

### 1969
- 21 ottobre: Il governo Brandt ottiene la fiducia del Bundestag con 251 voti a favore e 245 contro.

### 1972
- 27 aprile: Il Bundestag mette ai voti una mozione di sfiducia costruttiva che, se approvata, rimuoverebbe dall'incarico Willy Brandt e lo sostituirebbe con il capogruppo della CDU Rainer Barzel. La CDU ha deciso di introdurre la mozione a seguito dell'apertura di una crisi all'interno del governo Brandt per via dell'Ostpolitik intrapresa dal cancelliere; diversi membri della SPD e della FDP hanno annunciato che non intendevano più supportare Brandt, e il governo non godeva più di una maggioranza stabile. La mozione però, ricevendo soltanto 247 voti favorevoli contro i 249 necessari per raggiungere la maggioranza assoluta, viene respinta.
- 22 settembre: Il Bundestag mette ai voti una mozione di fiducia presentata dal cancelliere Willy Brandt. Quest'ultimo chiede ai ministri del governo di non partecipare al voto, così da fare in modo che la mozione sia respinta e che possano essere indette elezioni anticipate. La Legge fondamentale della Repubblica Federale di Germania consente infatti lo scioglimento del Bundestag nel caso una mozione di fiducia presentata dal Cancelliere non venga approvata.[1] La mozione viene respinta con 233 voti favorevoli alla fiducia e 248 contrari, dando così al cancelliere 21 giorni di tempo per richiedere le elezioni anticipate.
- 19 novembre: Si tengono le elezioni federali anticipate, che erano state indette dal presidente federale Gustav Heinemann a seguito della mancata approvazione della mozione di fiducia presentata dal cancelliere Willy Brandt, e che vedono una vittoria schiacciante della coalizione giallo-rossa.
- 15 dicembre: Con il giuramento del secondo governo Brandt termina ufficialmente il primo governo Brandt.